# Байкер-кросс

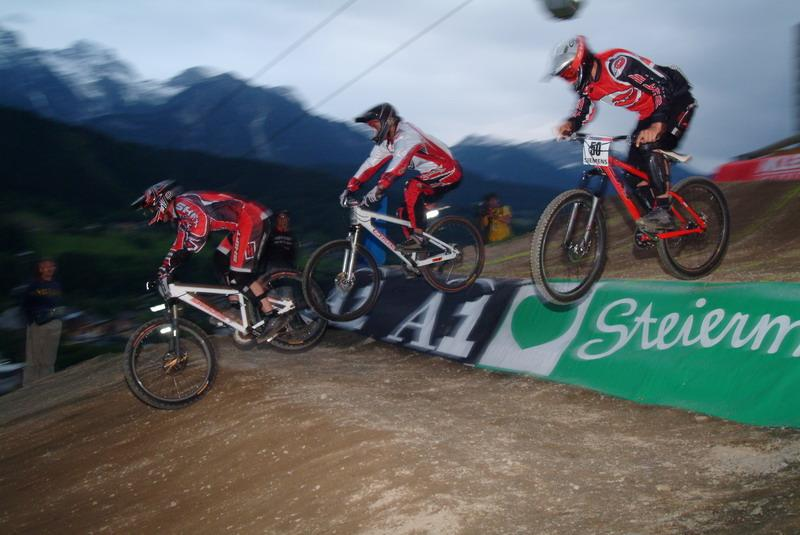

Байкеркросс 4Х — это дисциплина маунтинбайка, в которой 4 гонщика соревнуются друг с другом на специально подготовленной и расширенной трассе даунхилла. Дисциплина предполагает некоторый ненамеренный контакт между гонщиками на трассе, который не будет рассматриваться как нарушение правил, если он не противоречит духу честной борьбы и
спортивному отношению к соперникам.
Основная гонка состоит из заездов по группам на выбывание. Расстановка гонщиков происходит
в соответствии с турнирной таблицей. Порядок составлен с расчетом, что два самых быстрых
гонщика встретятся только в финале.
Байкеркросс 4Х выделился из соревнований BMX. Основные препятствия на трассе — трамплины, виражи и повороты, стиральные доски, волны.

## Трасса
Трасса 4х в идеале проходит по умеренному спуску с постоянным углом понижения и состоит из трамплинов, контруклонов, уступов, насыпей, спусков, гребней, поворотов, естественных плоских участков и других препятствий. Трасса не должна включать подъемы, на которых гонщикам придется специально педалировать для их преодоления.
Трасса должна быть достаточно широкой, чтобы все четыре гонщика могли следовать по ней рядом в один ряд и иметь возможность для обгона.

## Велосипеды
Геометрия велосипеда направлена на скорость и маневреность. Велосипед должен быть стабилен, поэтому он имеет увеличенное расстояние между колесами, заниженный центр тяжести. Навесное оборудование ставится с наименьшим весом для лучшего ускорения, однако оно должно выдерживать падения и жесткие приземления. Применяются компоненты от кросс-кантрийных и велокроссовых велосипедов (системы, переключатели,тормоза).
Вилка достаточно жесткая с ходом до 140 мм и работает только при жестких приземлениях. Для некоторых трасс применяются двухподвесы (короткоходы).
Шины довольно узкие (максимум 2,3") для уменьшения веса и трения. Вид протектора зависит от покрытия. Для твердого и сухого применяются специальные 4Х покрышки, для рыхлого и мокрого — даунхильные 2,4’’-2,5’’.

## Известные трассы
- Москва (Россия)
- Айхвальд (Германия)
- Бад-Вильдбад (Германия)
- Котбус (Германия)
- Марибор (Словения)
- Намюр (Бельгия)
- Пльзень (Чехия)
- Прага (Чехия)
- Ройтлинген (Германия)
- Табор (Чехия)
- Юрре (Испания)
- Бишкек (Киргизия)
- Валь-ди-Солле (Италия)
- Брянск (Россия)